# Sao Thái Dương (công ty)
Sao Thái Dương (tên đầy đủ là Công ty Cổ phần Sao Thái Dương) là một công ty hoạt động trong lĩnh vực mỹ phẩm và dược phẩm có trụ sở tại Hà Nội, Việt Nam. Công ty thành lập vào ngày 17 tháng 4 năm 2000 bởi hai dược sĩ Nguyễn Hữu Thắng và Nguyễn Thị Hương Liên.

## Lịch sử hoạt động
Năm 2000, Nguyễn Hữu Thắng và Nguyễn Thị Hương Liên thành lập công ty cổ phần Sao Thái Dương với tiền thân là cơ sở Thái Dương. Nhà máy sản xuất của công ty đạt chuẩn quốc tế GMP của WHO. Hoạt động kinh doanh của Sao Thái Dương đã được mở rộng trên thị trường Việt Nam và xuất khẩu sang Hoa Kỳ, Anh, Liên minh châu Âu, Nga và Trung Quốc.

## Giải thưởng và thành tựu
Năm 2011, Sao Thái Dương nhận bằng khen của Thủ tướng Việt Nam vì những thành tích trong công tác, "góp phần vào sự nghiệp xây dựng chủ nghĩa xã hội và bảo vệ tổ quốc năm 2016", cùng bằng khen của Bộ trưởng Bộ Lao động – Thương binh và Xã hội cấp ngày 5 tháng 3 năm 2012. Năm 2015, công ty được chứng nhận ISO 9001:2008, 14001:2004 và 22000:2005, và nhận bằng khen của Bộ trưởng Bộ Tài chính theo quyết định ngày 15 tháng 5 cùng năm. Năm 2016, Sao Thái Dương tiếp tục nhận giấy chứng nhận doanh nghiệp khoa học công nghệ, đưa nó lọt tốp 5 Thương hiệu mạnh Việt Nam 2016, và một lần nữa nhận bằng khen của Thủ tướng Việt Nam.
Năm 2018, Sao Thái Dương là doanh nghiệp hoạt động trong lĩnh vực y dược duy nhất tại Việt Nam được vinh danh tại Cuộc thi Sáng chế 2018. Cũng trong năm này, nó lọt tốp 100 thương hiệu, sản phẩm, dịch vụ do người tiêu dùng bình chọn. Năm 2019 đánh dấu lần thứ sáu Sao Thái Dương được nhận giải thưởng Thương hiệu mạnh Việt Nam. Năm 2020, công ty vào tốp thương hiệu có sản phẩm tin dùng bởi người Việt Nam và là một trong những doanh nghiệp dược Việt Nam sản xuất thành công kit chẩn đoán COVID-19 đạt tiêu chuẩn đánh giá chất lượng của Bộ Y tế trong nước và 27 quốc gia châu Âu về chất lượng "chuẩn mực" theo hướng dẫn của CDC Hoa Kỳ và WHO.

## Lợi dụng dịch bệnh Covid-19 trục lợi bất chính
Trong đại dịch COVID-19 tại Việt Nam, Sao Thái Dương liên quan tới những cáo buộc về việc cố tình làm sai nhãn sản phẩm phòng dịch cùng việc quảng bá sai sản phẩm Kovir nhằm thu lợi bất chính. Trước đó, Sao Thái Dương bị Cục An Toàn Thực Phẩm - Bộ Y Tế tuýt còi liên quan đến hành vi quảng cáo thực phẩm chức năng Kovir như thần dược, gây hiểu nhầm cho người tiêu dùng rằng sản phẩm này có công dụng trong ngăn chặn Covid-19, thậm chí Sao Thái Dương còn nổ sản phẩm Kovir có tác dụng "điều trị" và "diệt trừ virus". Cục An Toàn Thực Phẩm cũng khẳng định không có loại thực phẩm chức năng nào có công dụng dự phòng hay điều trị hoặc hỗ trợ điều trị Covid-19.
Trong thời gian đại dịch Covid-19 lan rộng toàn cầu cũng như tại Việt Nam, Sao Thái Dương có hành vi bị cho là lạm dụng dịch bệnh thu lợi bất chính bằng cách nâng giá bán sản phẩm Kovir từ 250.000 đến 350.000 đồng lên 1.000.000 đồng bị cộng đồng phản ứng dữ dội. Hành động nâng giá bất chính này được thực hiện ngay sau khi sản phẩm Kovir được thêm vào Công văn số 5944/BYT-YDCT hướng dẫn sử dụng thuốc cổ truyền và sản phẩm từ dược liệu của Bộ Y Tế, chỉ sau một thời gian ngắn sau khi phát hành thì công văn này đã bị Bộ Y Tế đã thu hồi lại ngay. Điều đáng nói là sản phẩm Kovir còn chưa được cấp phép nhưng lại nghiễm nhiên xuất hiện ở trong công văn của Bộ Y Tế, điều này khiến dư luận đặt ra liệu có phải Cục Quản lý y dược cổ truyền quá dễ dãi? Đây là hành vi được cho là gian thương, lợi dụng tình hình dịch bệnh cấp bách, tận dụng sự lo sợ của người khác để thu lợi bất chính. Sau lùm xùm tăng giá và được thêm vào một công văn bị thu hồi của Bộ Y Tế, Kovir được đem tặng đến rất nhiều nơi rồi biến mất khỏi thị trường.